# Красный Яр (Ичалковский район)
Красный Яр — упразднённый посёлок в Ичалковском районе Республики Мордовия России. Входил в состав Тархановского сельского поселения. Исключен из учетных данных в 2007 году.

## История
Основан в 1922 году переселенцами из села Селищи.

## Население
| 2002 | 2010 |
| ---- | ---- |
| 9    | ↘0   |

Национальный состав
Согласно результатам переписи 2002 года, в национальной структуре населения мордва-эрзя составляли 100 %